# 정의란 무엇인가
《정의란 무엇인가》(JUSTICE: What's the right thing to do?)는 하버드 대학교 교수이자 정치철학자인 마이클 샌델이 지은 정치 철학서이다. 저자가 1980년부터 진행한 '정의'(Justice) 수업 내용을 바탕으로 한 이 책은 정의가 무엇인지에 대한 내용이 담겨져 있다. 책은 정의와 관련한 각종 딜레마를 비롯하여, 공리주의·자유주의·칸트의 철학·아리스토텔레스의 철학·공동체주의를 정의라는 그것과결한다. 이 책은 미국에서는 10만부 남짓 팔리는 정도였으나, 대한민국에서 유독 크게 인기를 끌어 2010년 7월 베스트셀러 1위를 기록하였고 인문학 서적으로는 드물게 100만부를 돌파했다. 2012년 6월까지 130만부 이상 판매되었다.

## 주요 내용
정의를 판단하는 세가지 기준으로는 행복, 자유, 미덕을 들 수 있다. 즉, 정의가 사회 구성원의 행복에 도움을 줄 수 있는지, 혹은 사회 구성원 각각의 자유로움을 보장할 수 있는지, 아니면 사회에 좋은 영향으로 끼쳐야 하는지로 정의로움을 결정할 수 있다. 시장경제 체제에서 각각의 판단방식은 그 장점과 단점이 존재한다. 책은 일상 생활에서 발생하는 각종 사례와 역사적인 철학가들의 가르침을 통해 각각의 정의로움에 대한 판단을 보여준다. 마지막으로 공동체주의를 정의와 연결한다.

## 강연
이 책이 유독 인기를 끈 한국에 대해 저자인 마이클 샌델이 놀라워하였고 이후 샌델이 한국에서 강연을 한 것도 크게 인기를 끌었다. 이에 대해 월스트리트저널은 "샌델이 한국에서 어필하는 이유 중 하나는 TV로 방영된 강의에서 그가 미 대학들에서 사용되는 주고받기식 교수법을 보여준 것과 관계가 있다”면서 “한국에서는 고등학생의 85%가 대학에 가고, 대학에 가서는 교수의 강의 내용을 조용히 필기하고 교수도 학생들의 질문이나 참여를 유도하지 않는다"라며 "한국 국민들이 공정성에 대한 욕구가 더 크다는 것을 시사한다"라고 분석했다.

## 방송
- EBS 하버드 특강 - 정의(2011년 1월 15일)